# Дом Макурина (Симферополь)
Дом Макурина — одноэтажное здание, находящееся на Студенческой улице в Симферополе. Здание построено в начале XX века в стиле эклектики. Памятник градостроительства и архитектуры.

## История
Здание расположено на самом высоком месте города — Макуринской горке, названной в честь владельца участка Василия Михайловича Макурина (род. 1860), гласного Симферопольской думы и бухгалтера городской управы. До этого горку именовали Кая-Баш и Госпитальная. На территории горки, неподалёку от будущего Дома Макурина, была установлена высшая топографическая точка Симферополя — «Паромукомольная мельница Граната».
В 1904 году Макурин выстроил на своём участке одноэтажное здание. Архитектор неизвестен. Дом стал последним по Лазаревской улице и получил 28 номер (сейчас это улица Студенческая, 2). В одной из частей здания Макурин проживал с семьёй, а в другой организовал бухгалтерские курсы. В 1920 году во время гражданской войны в здании находился красноармейский штаб, где проживали Михаил Фрунзе, Климент Ворошилов и Семён Будённый. В 1924 году Макурина, как члена контрреволюционной монархической организации, выслали из Крыма с запретом проживать в режимных районах страны в течение трёх лет.
С 1920-х годов девять комнат здания занимала химическая лаборатория Крымского государственного педагогического института, возглавляемая профессором Дмитрием Турбабой. Лаборатория состояла из четырёх частей — лаборатории неорганической, органической, аналитической и технической химии. Кроме того в помещении размещались аудитории, библиотека и склады реактивов.
Во время оккупации города нацистами в здании проживали сотрудники гестапо. После войны здание занимал физико-математический факультет Симферопольского педагогического института. В 1960-х часть дом был отдан для проживания преподавателей института.
Дом Макурина был показан в советских фильмах «В городе С.» и «Они были актёрами».
В 1958 году была установлена мемориальная доска из белого мрамора в честь проживания в доме Будённого, Ворошилова и Фрунзе. В 1984 году доска была заменена на новую.
Приказом Министерства культуры и туризма Украины от 25 октября 2010 года здание, как памятник архитектуры и градостроительства, было внесено в реестр памятников местного значения. После аннексии Крыма к РФ данный статус был переподтверждён постановлением Совета министров Республики Крым от 20 декабря 2016 года.
Согласно подготовленной в 2016 году Департаментом архитектуры и строительства Республики Крым программы «Воссоздание столичного облика и благоустройство города Симферополь» Дом Макурина был включён в перечень объектов для ремонта и реставрации.

## Архитектура
Одноэтажный дом построен в эклектической манере с преобладанием ампира. Здание построено из оштукатуренного камня. Резным орнаментом с полукруглым верхом украшена парадная дверь. Крыша покрыта железом и черепицей. Дом состоит из 14 комнат, общей площадью 464 квадратных метров. Перекрытия в доме деревянные.

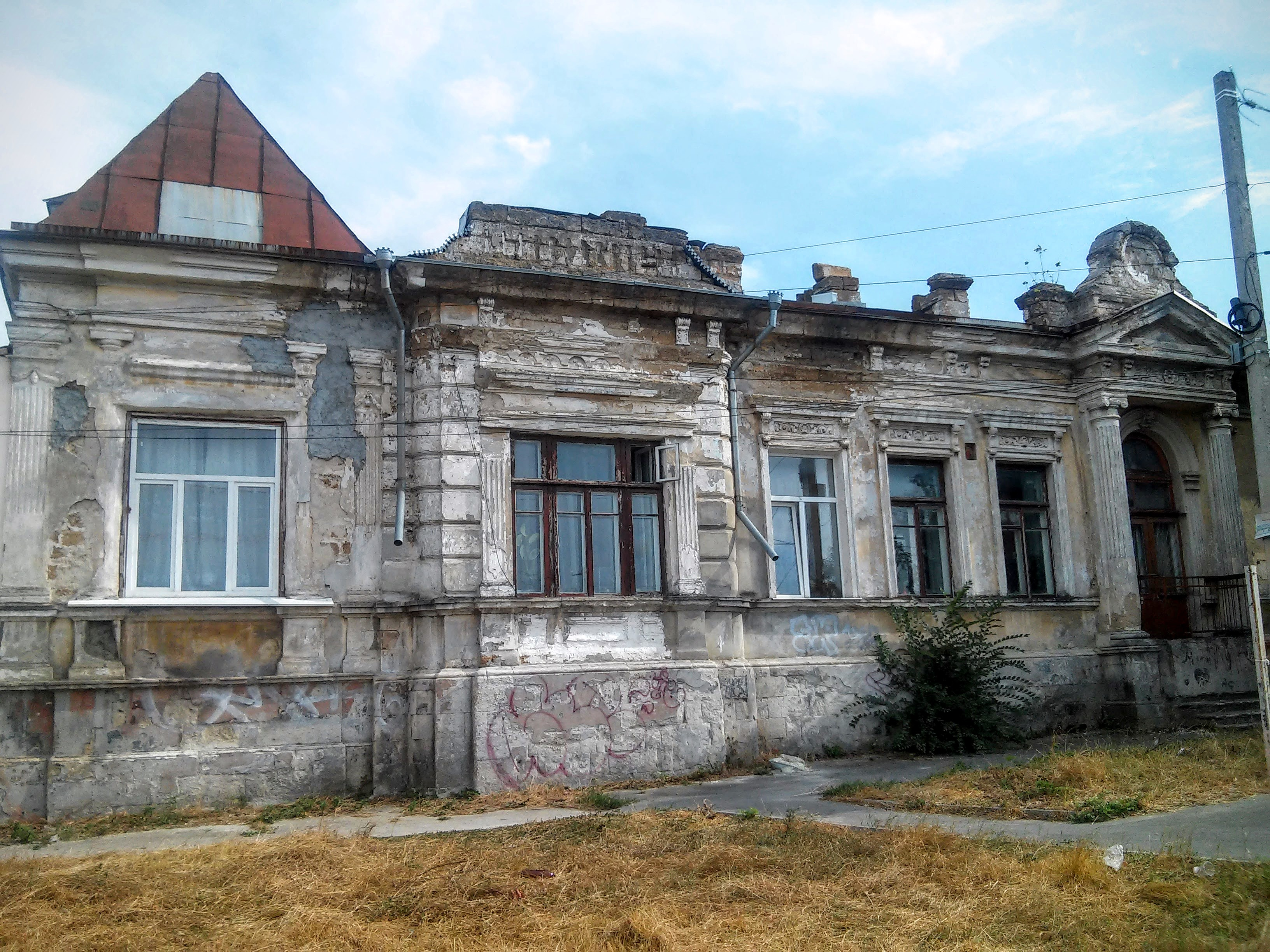
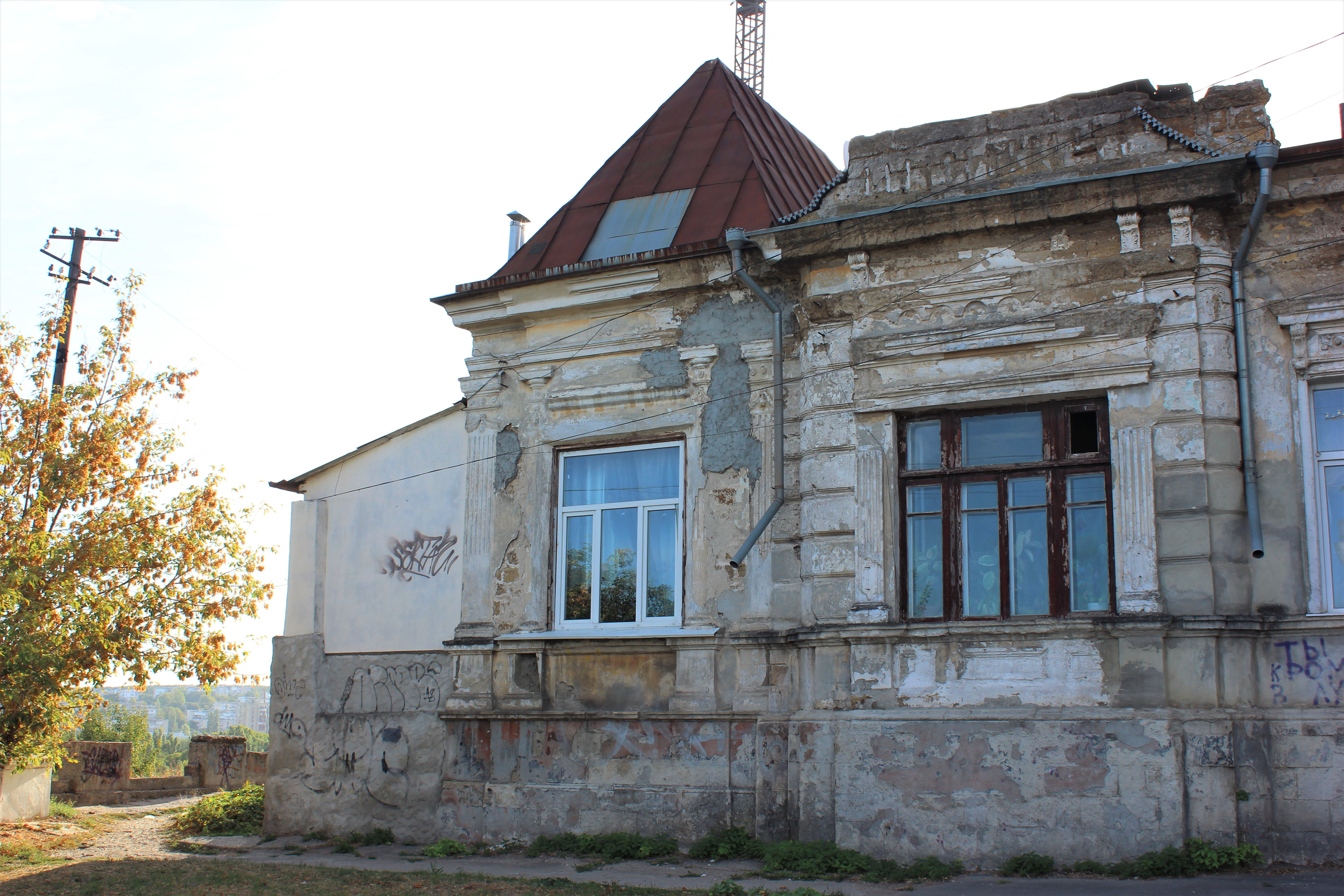
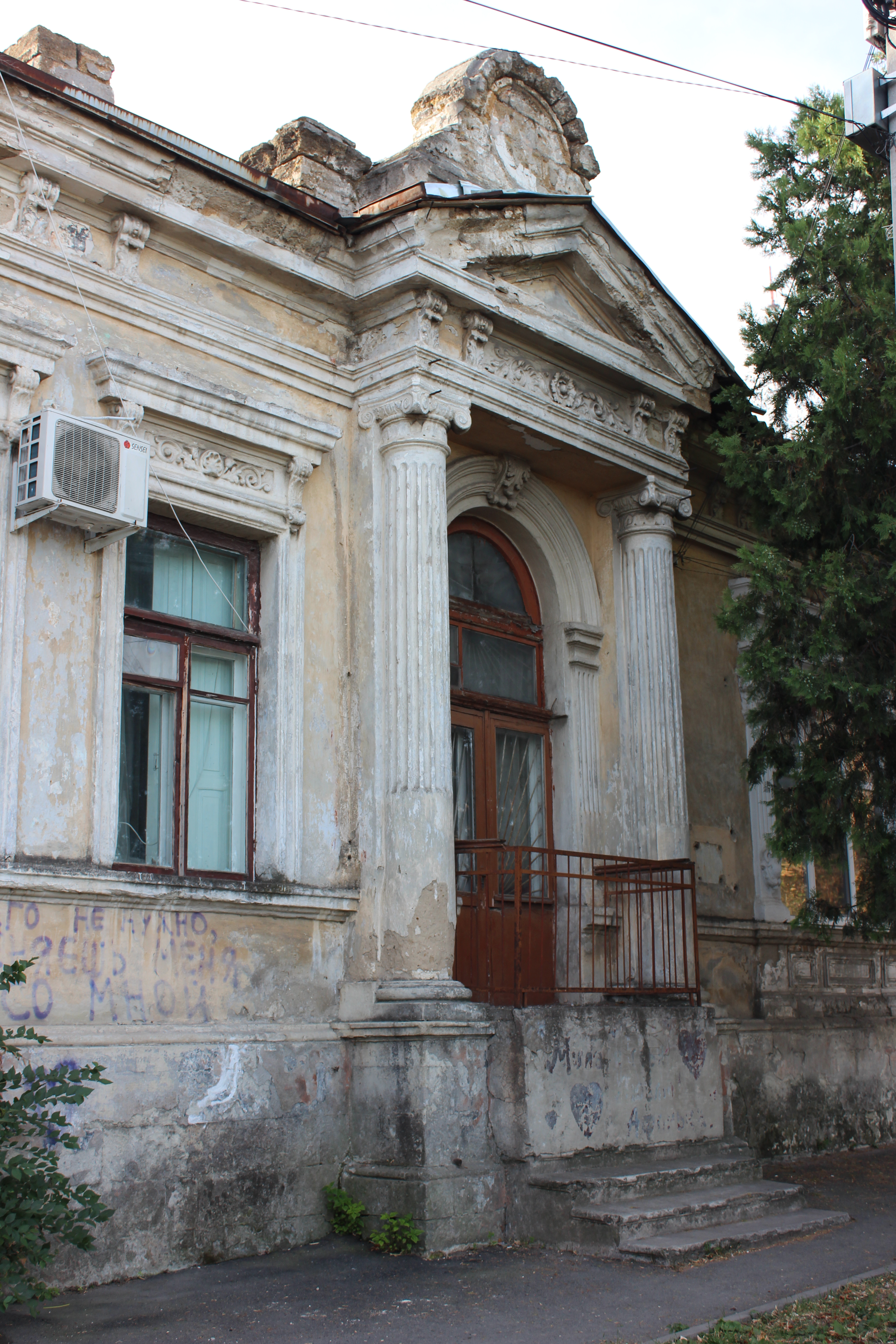
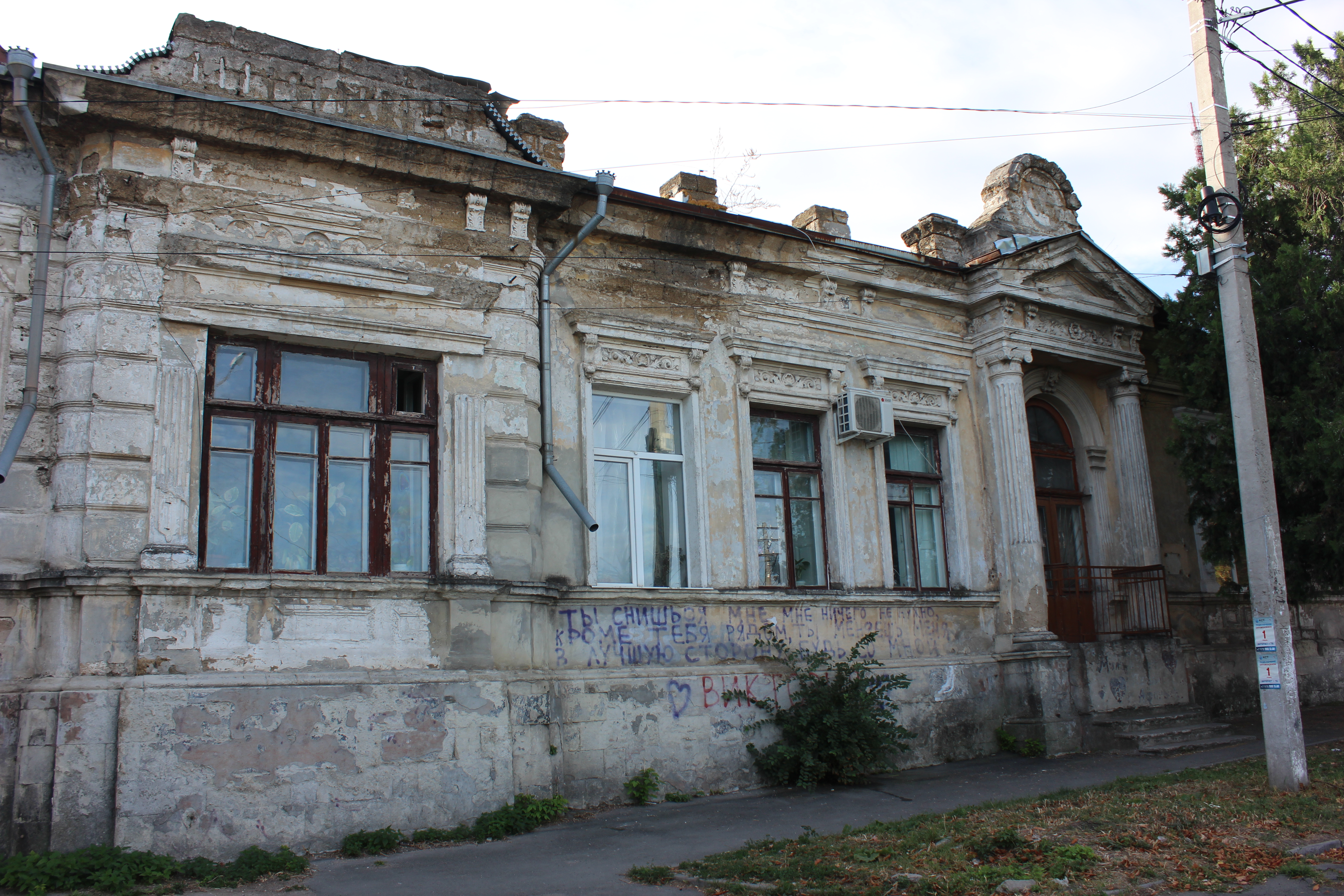
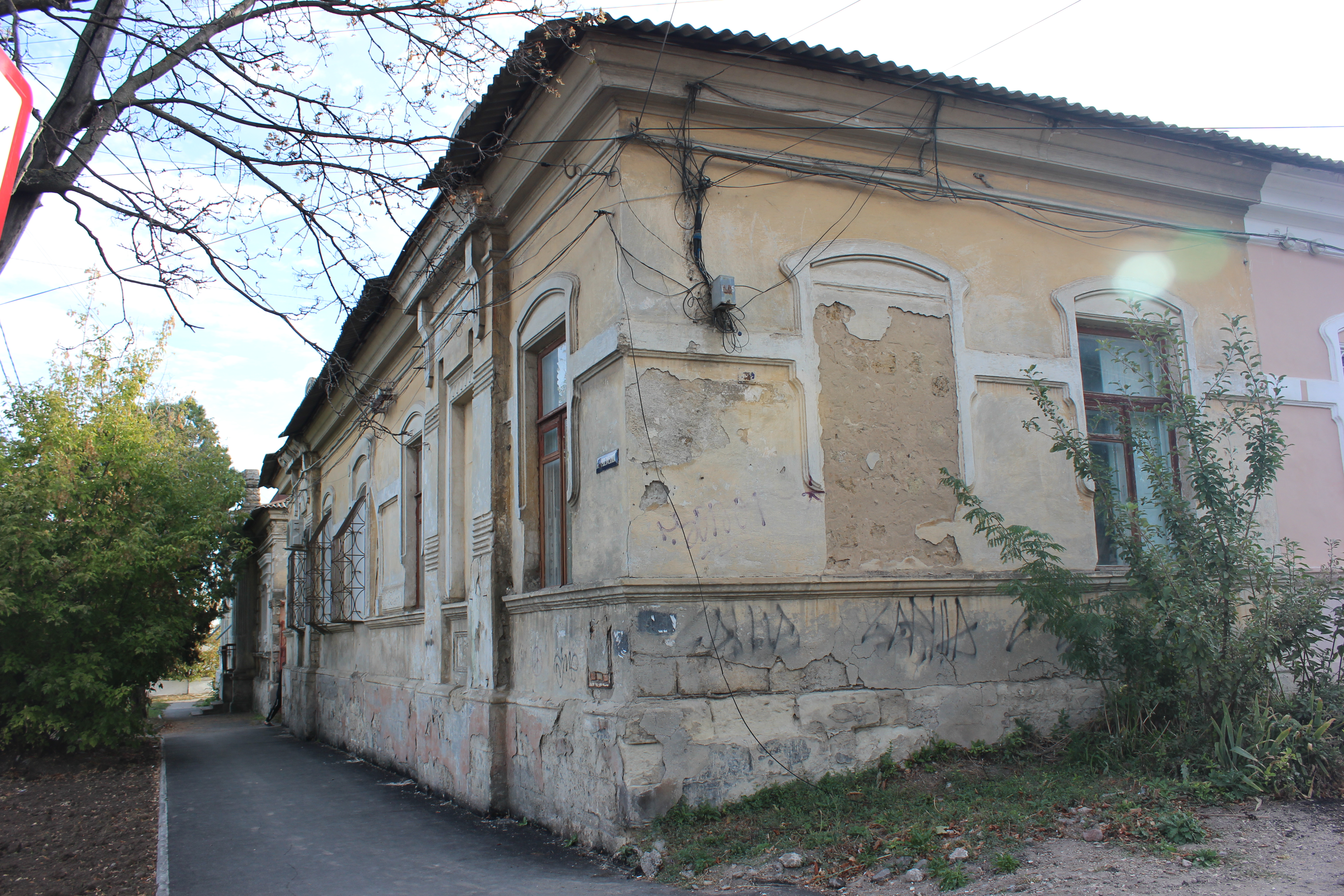